# Erőátviteli vezetékek vizsgálata

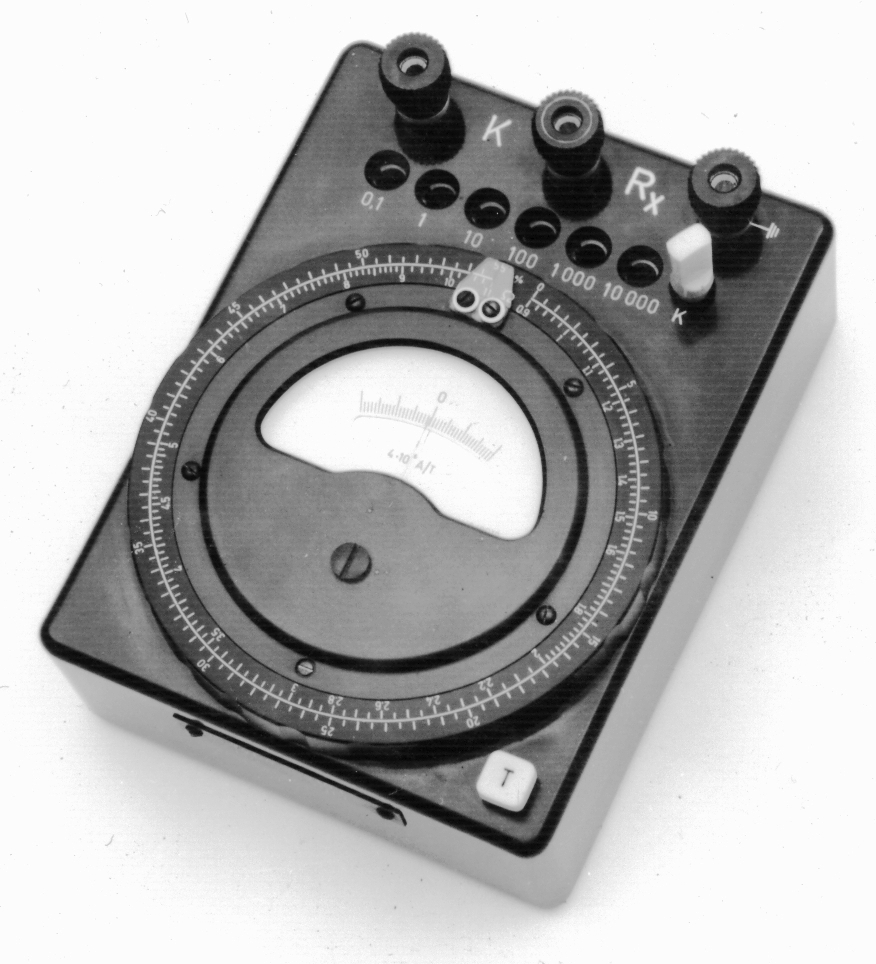
Földelődésmérő műszer

Az erőátviteli vezetékek vizsgálata sérülés vagy egyéb behatás miatt meghibásodott, általában föld vagy víz alatt vezetett elektromos, erősáramú kábelek vizsgálatával foglalkozó eljárás.

## Földelődés vizsgálata
A föld alatt vezetett kábeleknél a szigetelés sérülése, elöregedése következtében földelődés, más néven földzárlat jöhet létre. Feltételezve, hogy a két vezeték közül csak az egyiknél következett be földelődés, és a hibás rész szigetelési ellenállása csak tört része a másiknak, a kábel földelődésének helye annak feltárása nélkül megállapítható.

### A földelődés helyének megkeresése, Murray-híd

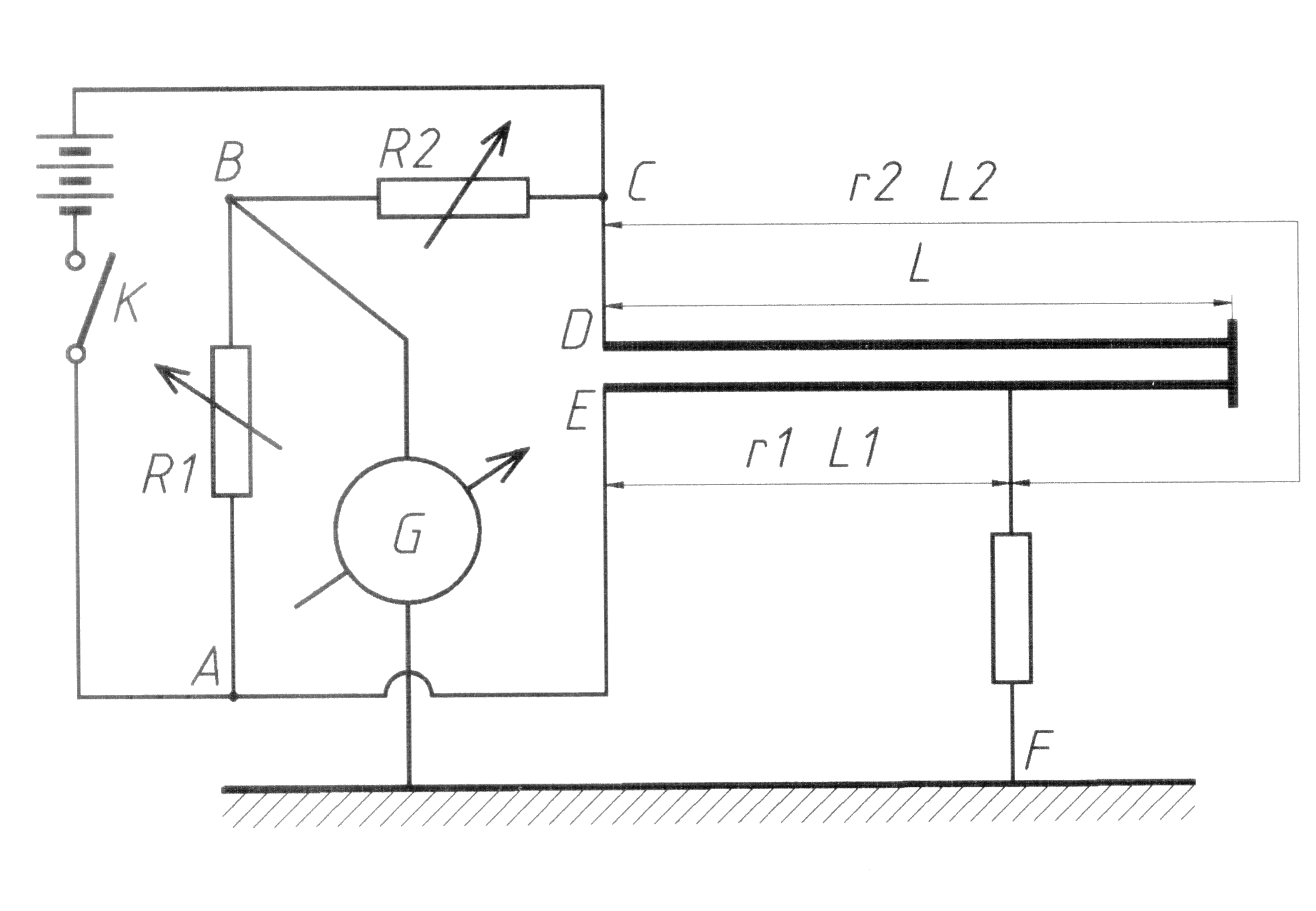
Murray-híd

Feszültségmentes állapotban meg lehet állapítani, a vezetékpár melyik ága sérült. Kijelölik a vezetékpárnak egy olyan szakaszát, ahol az egyik vezeték szigetelése ép, ez a szakasz a hálózatról le van választva, és a szakasz mindkét vége szabadon hozzáférhető. A vezetékszakasz egyik végét nagyon kis ellenállással összekötjük (rövidrezárjuk). Meghatározzuk a vezetékpár teljes L hosszát. A vezetékpár másik végére rákötjük az R1 és R2 változtatható értékű ellenállásokat, melyek másik végeit közösítjük. A vezetékvégek és az ellenállások közös pontjaira feszültséget kapcsolunk. Az ellenállások közösített pontja és a föld közé galvanométert kötünk. Így tulajdonképpen egy Wheatstone-hídat alakítva ki. A hidat az R1 és R2 ellenállások változtatásával kiegyenlítjük. Feltételezve, hogy a földzárlat L1 távolságra van a mérőponttól (az R1 ellenállással összekötött pont), annak r1 ellenállása van. A földelési ponttól a másik mérőpontig pedig L2 hosszúságú, és r2 ellenállást képvisel. Mivel a vezetékpár hossza L, az L2 vezetékszakasz hossza L2 = 2×L-L1
Ebből következően

R1/R2 = r1/r2 
ha a vezetékek anyaga, hőmérséklete, keresztmetszete azonos, akkor 
R1/R2 = L1/L2 behelyettesítve R1/R2=L1/(2×L-L1) és L1=L×2×R1/(R1+R2)
Ha a két vezeték keresztmetszete, vagy anyaga nem azonos, még egy méréssel meghatározzuk az adott vezetékpár teljes ellenállását. Mivel R = r1+r2 ennek ismeretében az első mérés adataiból kiszámítható az r1 és r2 értéke, és ebből a távolságok.

## Zárlat helyének keresése

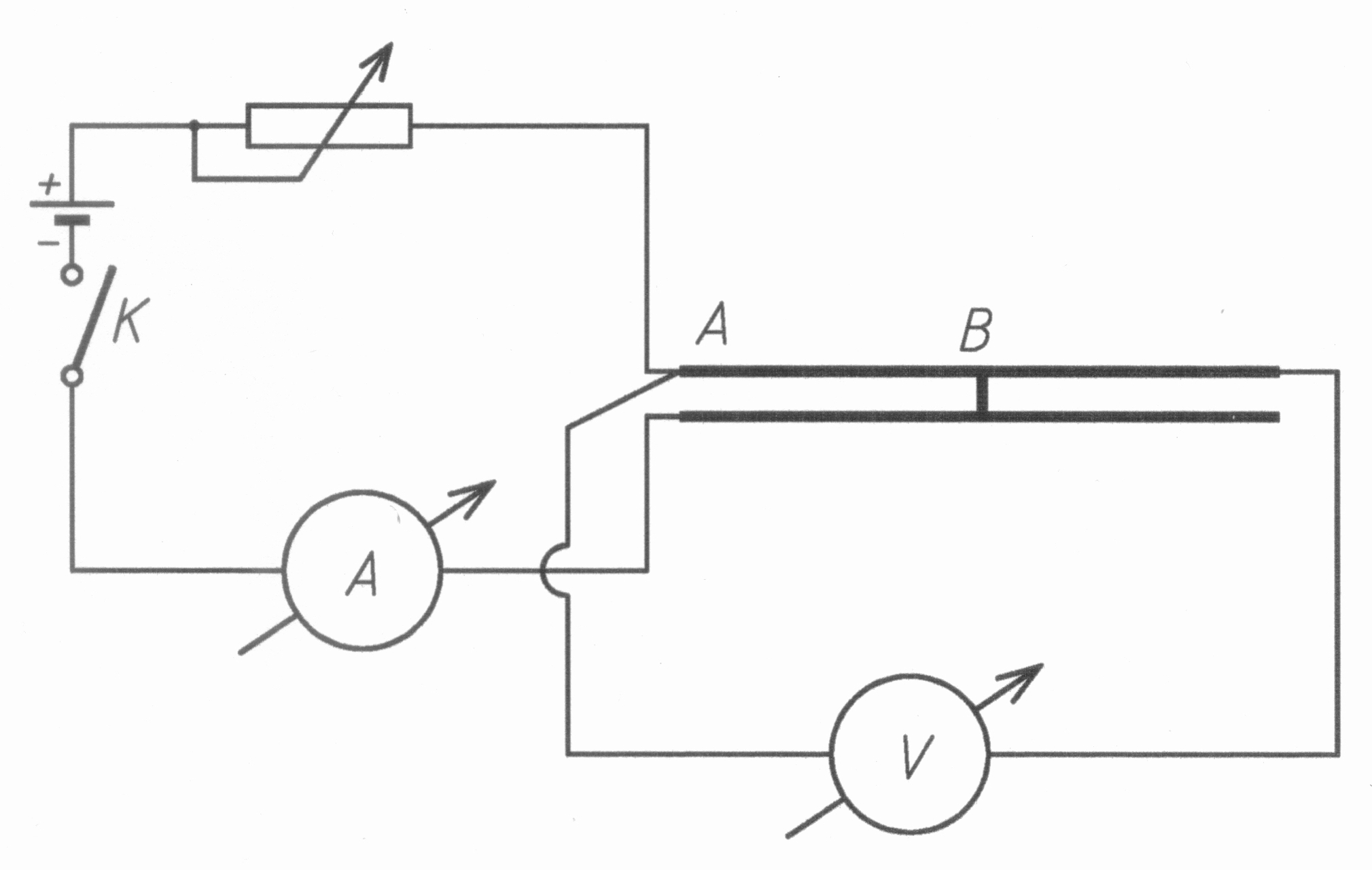
Zárlati hely keresésének vázlata

A vezetékpár zárlatának megkereséséhez az egyik vezeték két végére egy feszültségmérőt kötünk egy mérővezeték használatával. A vezetékpár két (azonos oldali végére sorbakötünk egy feszültségforrást, egy ampermérőt, és egy változtatható ellenállást. A változtatható ellenállással beállítunk egy olyan értéket, hogy mindkét műszer kiértékelhető eredményt mutasson. Mivel az ampermérő köre a B zárlati ponton keresztül záródik, az áram és feszültség egyidejű mérésével meghatározhatjuk az egyik ér A-B darabjának ellenállását (R). A hosszúság számítható az A-B = L = q×σ×R/2 egyenletből, ahol L méterben, q mm²-ben és R Ω-ban helyettesítendő, σ a fajlagos vezetőképesség m/mm²Ω-ban.

## Egy szakadás helyének keresése
Egy kábelben az ér szakadásának helyét elektromos kapacitás mérésével lehet megkeresni. Az érnek a védő fémburkolathoz és az ahhoz kötött többi érhez képest van kapacitása. A kábelvég hozzáférhető részén megmérjük a szakadt ér és a fémburkolat között a kapacitását váltakozóáramú hidas kapcsolásban. A szakadás helye x távolságra van a mérés helyétől, és Cx kapacitás mérhető. Mivel ismert az ép kábelér L hosszúsága, és a CL kapacitása a fémburkolathoz, és az ahhoz kötött többi érhez képest. Ha a kábel szerkezete egész hosszában azonos, akkor
x/L = Cx/CL és x = L×Cx/CL.
Ha a kábel mindkét vége hozzáférhető, megmérjük a szakadt ér másik felének is a kapacitását (CL-x) a burkolathoz. Feltételezve, hogy Cx+CL-x = CL, így a keresett távolság
x = L×Cx/CL = L×Cx/(Cx+CL-x)

## Veszélyforrások
Döntő fontosságú, hogy a hiba helyének keresése előtt a vezeték vizsgálandó szakaszát minden feszültségforrásról megbízhatóan le kell választani.